# Fabien Canal
Pour les articles homonymes, voir Canal.
Fabien Canal, né le 4 avril 1989 à Belfort, est un coureur cycliste français pratiquant le VTT cross-country et le cyclo-cross. En VTT cross-country, il remporte notamment le titre de Champion de France espoirs 2011 et les relais du championnat du monde 2011 et du championnat d'Europe 2011 avec Maxime Marotte, Victor Koretzky et Julie Bresset. En cyclo-cross, il est vice-champion de France en 2014 et 2019. Il arrête la compétition à la fin de l'année 2019. Il est maire de son village, Riervescemont, depuis 2019.

## Biographie
Fabien Canal devient coureur professionnel en 2015 au sein de l'équipe continentale Armée de terre. Le 1er février, il est le Français le mieux classé lors du championnat du monde de cyclo-cross, prenant la quatorzième place. Lors de la seconde partie de saison, il ressent une sensation d'étouffement lors des efforts intenses, des examens médicaux décèlent alors une anomalie cardiaque et un risque de mort subite qui le contraignent à arrêter sa carrière,.
Finalement, fin septembre 2016, après avoir diagnostiqué et soigné son mal, la maladie de Lyme, il annonce qu'il est prêt à reprendre le cyclo-cross. Débarrassé de ses douleurs, il remporte 3 épreuves régionales au mois d'octobre. Il retrouve même rapidement le niveau national, terminant le 1er novembre cinquième, derrière Francis Mourey, du cyclo-cross de Dijon. Ces performances lui permettent de réintégrer l'effectif de l'Armée de terre et de renouer avec l'ambition de participer de nouveau aux manches de Coupe du Monde de la discipline.
Sur route, il retrouve le peloton professionnel dès janvier 2017, prenant part au Grand Prix d’ouverture La Marseillaise (86e) et se distingue dès le mois d'avril, 5e d'une étape sur le Circuit des Ardennes, 11e du Tro Bro Leon et vainqueur de Paris-Mantes. Il effectue son retour en Coupe du Monde de cyclo-cross le 22 octobre 2017 sur le circuit de Coxyde (33e). Le 5 novembre, il participe aux championnats d'Europe de la discipline (28e) en compagnie de Steve Chainel et Matthieu Boulo.
Il est élu maire de son village, Riervescemont, en juin 2019. Il arrête la compétition fin 2019.

## Palmarès en VTT

### Championnats du monde
- Mont Sainte-Anne 2010
  - 4e du relais
- Champéry 2011
  -  Champion du monde du relais (avec Maxime Marotte, Victor Koretzky et Julie Bresset)

### Coupe du monde
- Coupe du monde de cross-country espoirs
  - 2e en 2011
- Coupe du monde de cross-country eliminator
  - 10e en 2013

### Championnats d'Europe
- 2007
  -  Médaillé d'argent du cross-country juniors
  -  Médaillé d'argent du relais
- 2011
  -  Champion d'Europe du relais  (avec Maxime Marotte, Victor Koretzky et Julie Bresset)

### Compétitions nationales
- 2007
  -  Champion de France de cross-country juniors
- 2011
  -  Champion de France de cross-country espoirs
- 2014
  -  Champion de France militaire
  - 2e du championnat de France de cross-country eliminator

## Palmarès en cyclo-cross
- 2013-2014
  - Cyclo-cross de Épenoy
  - Cyclo-cross de Saint-Nabord
  - Cyclo-cross de Saint-Bernard
  - Cyclo-cross de Hauteville-lès-Dijon
  - Cyclo-cross de Golbey
  - Cyclo-cross de Rioz
  - Cyclo-cross de Écuelles
  -  2e du championnat de France de cyclo-cross
- 2014-2015
  - Cyclo-Cross International de la Solidarité, Lutterbach
  - Cyclo-cross de Les Fins
  - Cyclo-cross de Damelevières
  - Champion du Territoire de Belfort de cyclo-cross
  - 3e de la Coupe de France de cyclo-cross
  - 12e de la Coupe du monde de cyclo-cross
- 2017-2018
  - Classement général de la Coupe de France
    - Coupe de France de cyclo-cross #3, Jablines
- 2018-2019
  -  2e du championnat de France de cyclo-cross
  - 2e de la Coupe de France de cyclo-cross

## Palmarès sur route

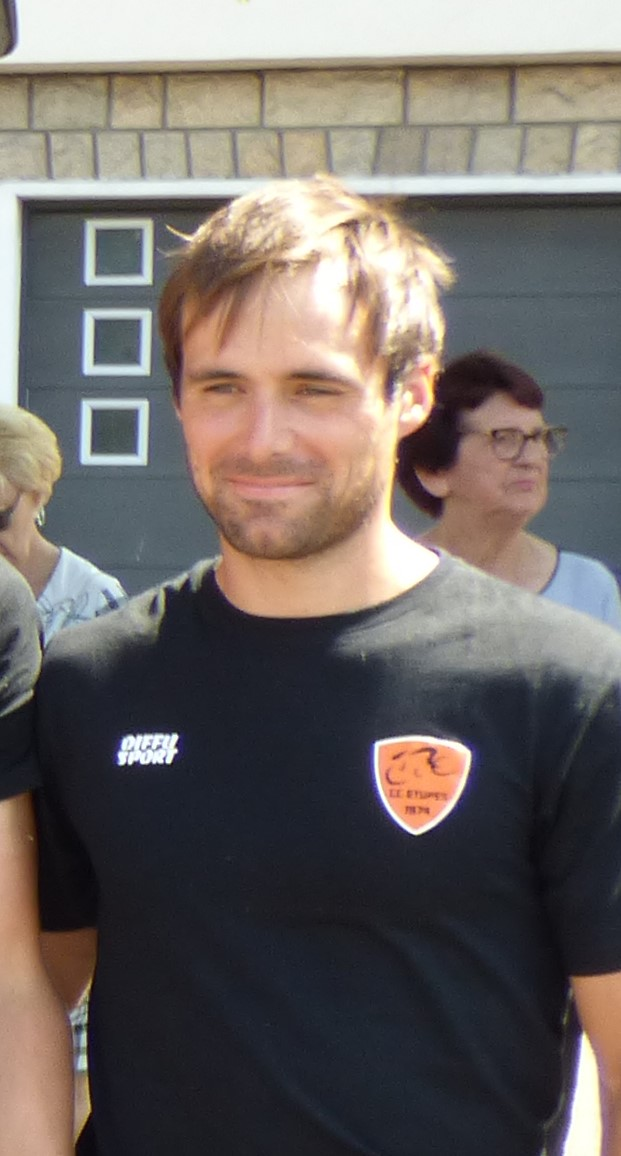
Fabien Canal en 2019.

### Par année
- 2014
  - Tour du Canton de Wittenheim
  - Grand Prix de Golbey
  - Prix Roger Idoux
  - 3e du Grand Prix des Carreleurs
- 2017
  - Paris-Mantes-en-Yvelines
- 2018
  - Grand Prix Coanus
  - 3e du Tour de la Mirabelle

### Classements mondiaux
| Année           | 2015 | 2016 | 2017 |
| --------------- | ---- | ---- | ---- |
| UCI Europe Tour | 433e |      | 613e |